# Sermons of The Sinner
Sermons of The Sinner je debutové studiové album anglické metalové skupiny KK's Priest, které bylo vydáno 1. října 2021 přes vydavatelství EX1 Records a Cleopatra Records.
Nejlépe se prosadilo v evropských žebříčkách, a sice ve Finsku na 11. místě, Švýcarsku na 12. místě, v Rakousku na 13. místě a v Německu na 18. místě. V britském žebříčku se umístil na 54. místě. Dokonce se objevil v českém rockovém magazínu Spark mezi nejlepší heavy/speed/power album za rok 2021 na 3. místě.
K. K. Downing od svého odchodu z Judas Priest v roce 2011 příliš nevystupoval a nenahrával, proto se po 9 letech pauzy rozhodl nahrát vlastní album se svou novou skupinou. Downing podepsal smlouvu s britským vydavatelstvím Explorer1 Music Group (EX1 Records) a oznámil, že pracuje na zbrusu nové hudbě.

## Seznam skladeb
Všechny skladby napsal K. K. Downing.
| Pořadí | Název                     | Délka |
| ------ | ------------------------- | ----- |
| 1.     | Incarnation               | 0:58  |
| 2.     | Hellfire Thunderbolt      | 3:49  |
| 3.     | Sermons of The Sinner     | 5:25  |
| 4.     | Sacerdote y Diablo        | 5:35  |
| 5.     | Raise Your Fists          | 4:10  |
| 6.     | Brothers of The Road      | 3:22  |
| 7.     | Metal Through and Through | 8:13  |
| 8.     | Hail for The Priest       | 5:44  |
| 9.     | Wild and Free             | 4:15  |
| 10.    | Return of The Sentinel    | 8:59  |

## Obsazení

#### Skupina:
- Tim "Ripper" Owens – zpěv
- K. K. Downing – kytary
- A.J. Mills – kytary
- Tony Newton – baskytara
- Sean Elg – bicí

#### Výroba:
- K.K. Downing – producent, mixování
- Tony Newton – mixování, zvukový inženýr